# Climie Fisher
Climie Fisher (Кла́йми Фи́шер) — британская музыкальная группа, дуэт Саймона Клайми (вокал) и Роба Фишер (клавишные).
Как пишет музыкальный сайт AllMusic, группа была частью теперь забытого «Британского вторжения» конца 1980-х годов, когда такие британские группы, как «Johnny Hates Jazz», «Waterfront» и «Curiosity Killed the Cat» пытались «заманить американскую публику отполированной амальгамой голубоглазого соула и лёгкого фанка».
До «Climie Fisher» Фишер был участником другого дуэта — «Naked Eyes». Клайми и Фишер же встретились на сессионных записях в Abbey Road Studios в Англии. Вместе посетовав на плохое качество современной поп-музыки, они решили работать вместе.
Наняв продюсеров, они стали работать над песнями. С несколькими песнями, в том числе двумя из их самых больших будущих хитов — «Love Changes (Everything)» и «Rise to the Occasion» — Клайми и Фишер попросили им помочь ветерана сочинительства песен Денниса Моргана.
Самая известная песня дуэта в Америке — «Love Changes (Everything)». В Великобритании она достигла второго места в чартах.
Группа разошлась после второго альбома, Coming In for the Kill (вышел в 1989 году).
25 августа 1999 года Фишера не стало. Ему было 39 лет. (По другим данным, 42 года.)
Клайми же, например, продюсировал значительную часть альбома Эрика Клаптона Pilgrim, а также был сопродюсером альбома Клаптона и Би Би Кинга Riding with the King и альбома Клаптона Reptile.

## Состав
- Саймон Клайми[англ.] (англ. Simon Climie) (род. 7 апреля 1957)
- Роб Фишер[англ.] (англ. Rob Fisher) (5 ноября 1956 — 25 августа 1999, 42 года) (по данным AllMusic, 39 лет[1])

## Дискография
- См. «Climie Fisher § Discography» в английском разделе.